# César Ríos Rodríguez
César Ríos Rodríguez, el Puritano (Hevia, Siero, 6 de septiembre de 1915 - París, 9 de octubre de 1997), fue minero y guerrillero antifranquista.

## Trayectoria
Trabajó como minero en el tajo Pumarabule y fue miembro del Sindicato de los Obreros Mineros de Asturias (SOMA-UGT). A los 16 años era uno de los dirigentes de las Juventudes Socialistas. Participó en la revolución de Asturias de 1934 y fue detenido. Fue puesto en libertad a finales de 1935. Tras la victoria del Frente Popular en febrero de 1936, fue vicepresidente del comité regional de las JS de Siero. En la guerra civil española fue teniente del Batallón 227 de Asturias y profesor de la Escuela de Suboficiales de Noreña. Cuando cayó Asturias en octubre de 1937, huyó a la montaña con su hermano Arcadio Ríos Rodríguez. Su padre fue encarcelado y cuando fue liberado se fue a Francia, donde fue arrestado e internado en un campo de concentración alemán, donde murió; sus hermanos Manuel y Silvino fueron fusilados en Asturias.
Participó en el intento de fuga de la playa de El Puntal (Asturias) en enero de 1939, abortado por la Guardia Civil. En mayo de 1940 formó parte de la expedición de dieciséis compañeros que partieron de Asturias rumbo a Portugal, que tras un enfrentamiento con la  policía portuguesa tuvo que regresar a Galicia. En abril de 1942 participó en el congreso de Ferradillo que dio lugar a la constitución de la Federación de Guerrillas de León-Galicia; formó parte del Estado Mayor y estuvo al mando del I Grupo Guerrillero hasta 1946. Colaboró en El Guerrillero bajo el seudónimo de Sembrador. En octubre de 1948 se embarcó con 29 guerrilleros socialistas (entre ellos su compañera Antonia Rodríguez López) en el puerto de Luanco en el barco fletado por Indalecio Prieto desde San Juan de Luz. En Francia vivió en Narbona y Bedarieux (Hérault) donde trabajó como minero. En 1951 se trasladó a París, se incorporó a las Secciones de UGT y PSOE y trabajó como auxiliar sanitario en una clínica. Con el fin de la dictadura franquista visitó España y en 1985 participó en la grabación de un programa de la serie Vivir cada día para Televisión Española titulado "Tres Octubres", donde relataba su experiencia guerrillera.